# Subachmimisch
Subachmimisch, auch bekannt als Achmimisch, ist ein Dialekt der koptischen Sprache, die in Ägypten verwendet wurde. Diese Sprache ist eine Fortsetzung des Demotischen, der letzten Phase der ägyptischen Sprache vor der Einführung des Koptischen. Subachmimisch wurde ab dem 2. Jahrhundert n. Chr. verwendet und erlebte eine intensive Nutzung bis zum 7. Jahrhundert, als es durch das Arabische verdrängt wurde. Heute wird Subachmimisch noch für sakrale Zwecke in der Koptischen Kirche verwendet und ist ein wichtiger Bestandteil des kulturellen Erbes Ägyptens.